# F.C. Smidt
Franz Christopher Smidt (25. oktober 1832 i København – 26. januar 1896) var en dansk bankdirektør.
Smidt var en søn af hofkasserer Anton Ferdinand Smidt (død 1841) og Emilie Marie født v. d. Wettering. Han kom efter endt skoletid på kontoret hos H. Puggaard & Co., hvor han efterhånden fik en meget betroet stilling og som prokurist deltog i forretningens ledelse, indtil han 1873 blev valgt til direktør i Nationalbanken. Han udmærkede sig som forretningsmand og bankdirektør ved betydelige merkantile kundskaber, et sundt og roligt blik på forretningsforholdene og en overordentlig stærk arbejdslyst og arbejdsevne, som han trods en alvorlig og smertefuld sygdom vedligeholdt indtil få dage før sin død. Uden for sin embedsvirksomhed nærede han megen interesse for købmandsstandens faglige uddannelse, og han var medstifter og til sin død formand for bestyrelsen af Foreningen til Unge Handelsmænds Uddannelse. Endvidere var han medlem af bestyrelsen for de Puggaardske Legater. 1878 udnævntes han til etatsråd. Smidt var gift med Cathinca Ulrica født Lindberg, datter af sekretær og kasserer ved Ordenskapitlet Hans Jørgen Lindberg.